# Sonic Lady
Sonic Lady (1983–1996) est une jument de course pur-sang anglais.

## Carrière de courses
Acquise yearling pour 500 000 dollars par Cheikh Mohammed, Sonic Lady acquiert vite, avant même sa première apparition, la réputation d'une pouliche exceptionnelle. En septembre 1985, elle confirme la rumeur, non en seulement en débutant directement au niveau Listed, sans passer par la case maiden, mais surtout en pulvérisant l'opposition de sept longueurs. L'Angleterre vient de trouver sa favorite pour les classiques du printemps. 
Attendue fébrilement à 3 ans, Sonic Lady ne déçoit pas en survolant sa préparatoire, confirmant qu'on ne lui voit pas d'adversaires pour les 1000 Guinées. Mais, nerveuse ce jour-là, elle ne peut faire mieux que troisième de l'excellente Midway Lady, causant une vive déception, en partie effacée trois semaines plus tard lorsqu'elle se promène face à Baiser Volé, la lauréate de la Poule d'Essai des Pouliches, dans les Irish 1000 Guineas, aidée par une nouvelle bride équipée d'un noseband, qui lui permet d'être mieux à son travail.  : Sonic Lady est bien la meilleure pouliche de sa génération, sur le mile du moins puisqu'elle ne s'aventurera jamais plus loin. Les victoires s'enchaînent : les Coronation Stakes durant le meeting royal d'Ascot, les Child Stakes face aux pouliches puis les Sussex Stakes face aux chevaux d'âge durant l'été, puis le Prix du Moulin de Longchamp à Paris, histoire d'étendre sa suprématie à l'Europe entière. Reste l'Amérique. Elle avait déjà croisé le fer avec un Américain dans les Sussex Stakes, mais n'avait qu'à peine regardé ce Bold Arrangement, deuxième du Kentucky Derby, l'un des rarissimes classiques américains ayant fait le déplacement en Europe, au moment de le déposer dans la ligne droite. Engagée dans le Breeders' Cup Mile à Santa Anita en Californie, Sonic Lady en est la grande favorite, mais y connaît la première désillusion de sa carrière, battue tandis que le Français Last Tycoon, brillant sprinter allongé pour l'occasion, s'impose.
Restée à l'entraînement à 4 ans, Sonic Lady effectue une rentrée tardive dans les Queen Anne Stakes, où elle s'incline. Assurément moins forte qu'à 3 ans, elle ne s'adjuge qu'une seule course, les Child Stakes, réussissant un doublé, et termine troisième des trois autres courses qu'elle dispute. Inexistante dans les Queen Elizabeth II Stakes derrière Milligram et Miesque, elle achève toutefois sa carrière par une bonne troisième place dans le Breeders' Cup Mile, remportée par la nouvelle reine du mile, la légendaire Miesque.

### Résumé de carrière
| Date         | Hippodrome     | Pays        | Course                      | Statut      | Distance    | Jockey             | Place       | Écart       | Vainqueur ou deuxième |
| 1985, 2 ans  | 1985, 2 ans    | 1985, 2 ans | 1985, 2 ans                 | 1985, 2 ans | 1985, 2 ans | 1985, 2 ans        | 1985, 2 ans | 1985, 2 ans | 1985, 2 ans           |
| ------------ | -------------- | ----------- | --------------------------- | ----------- | ----------- | ------------------ | ----------- | ----------- | --------------------- |
| Septembre    | Ascot          | Royaume-Uni | Blue Seal Stakes            | Listed      | 1 200 m     | Walter Swinburn    | 1er         | 7           | Warm Welcome          |
| 1986, 3 ans  |                |             |                             |             |             |                    |             |             |                       |
| 15 avril     | Newmarket      | Royaume-Uni | Nell Gwyn Stakes            | Gr. 3       | 1 400 m     | Walter Swinburn    | 1er / 13    | 3           | Lady Sophie           |
| 1er mai      | Newmarket      | Royaume-Uni | 1000 Guineas                | Gr. 1       | 1 600 m     | Walter Swinburn    | 3e / 15     | 3/4         | Midway Lady           |
| 24 mai       | Curragh        | Irlande     | Irish 1000 Guineas          | Gr. 1       | 1 600 m     | Walter Swinburn    | 1er / 19    | 2           | Lake Champlain        |
| 18 juin      | Ascot          | Royaume-Uni | Coronation Stakes           | Gr. 2       | 1 600 m     | Walter Swinburn    | 1er / 7     | 2           | Embla                 |
| 9 juillet    | Newmarket      | Royaume-Uni | Child Stakes                | Gr. 2       | 1 600 m     | Walter Swinburn    | 1er / 8     | 1 ½         | Dusty Dollar          |
| 30 juillet   | Goodwood       | Royaume-Uni | Sussex Stakes               | Gr. 1       | 1 600 m     | Walter Swinburn    | 1er / 5     | 1 ½         | Scottish Reel         |
| 7 septembre  | Longchamp      | France      | Prix du Moulin de Longchamp | Gr. 1       | 1 600 m     | Walter Swinburn    | 1er / 14    | 1/2         | Thrill Show           |
| 1er novembre | Santa Anita    | États-Unis  | Breeders' Cup Mile          | Gr. 1       | 1 600 m     | Walter Swinburn    | 7e / 14     | 3 ¼         | Last Tycoon           |
| 1987, 4 ans  |                |             |                             |             |             |                    |             |             |                       |
| 16 juin      | Ascot          | Royaume-Uni | Queen Anne Stakes           | Gr. 2       | 1 600 m     | Walter Swinburn    | 3e / 6      | 1           | Then Again            |
| 8 juillet    | Newmarket      | Royaume-Uni | Child Stakes                | Gr. 2       | 1 600 m     | Walter Swinburn    | 1er / 4     | tête        | Shaikiya              |
| 26 septembre | Ascot          | Royaume-Uni | Queen Elizabeth II Stakes   | Gr. 1       | 1 600 m     | Walter Swinburn    | 3e / 5      | 7 ½         | Milligram             |
| 21 novembre  | Hollywood Park | États-Unis  | Breeders' Cup Mile          | Gr. 1       | 1 600 m     | Laffit Pincay, Jr. | 3e / 14     | 4           | Miesque               |

## Au haras
Installée à Dalham Hall Stud, le haras anglais du Cheikh Mohammed, Sonic Lady a eu sept produits, tous issus des meilleurs étalons de son temps, et a surtout tracé via sa fille Soninke, exportée au Japon en 2001 : 
- Hazaam (1989, par Blushing Groom) : Supreme Stakes (Gr.3), 2e Merchant Mile, 3e Queen Anne Stakes, Joel Stakes. Étalon aux États-Unis puis en Thaïlande.
- Sharman (1990, par Blushing Groom) : Prix de la Jonchère (Gr.3)
- Cosmonaut (1991, par Mr. Prospector), inédit
- Soyuz 1992, par Nashwan), inédit
- Mudallel (1993, par Machiavellian), étalon en Arabie Saoudite
- Lady Icarus (1995, par Rainbow Quest), inédite
- Soninke (1996, par Machiavellian), inédite, poulinière au Japon, mère de : 
  - Northern River (par Agnes Tachyon) : Arlington Cup (Gr.3), Capella Stakes (Gr.3).
  - Renforcer (par Symboli Kris S) : Elm Stakes (Gr.3) 
    - Acoustics (par Cape Cross), mère de :
      - Logi Universe (par Neo Universe) : Tokyo Yushun

  - Reizend (par Special Week), mère de :
    - Deirdre (Shūka Shō, Queen Anne Stakes, Nassau Stakes)

  - Luminous Point (par Agnes Tachyon), mère de : 
    - Luminous Parade (par Symboli Kris S), mère de :
      - Songline (par Kizuna : Yasuda Kinen, Victoria Mile.

Sonic Lady meurt prématurément, en 1996, des suites d'un accident survenu au paddock. 

## Origines
Fille du grand étalon Nureyev (père des fabuleux Miesque, Peintre Célèbre, et autres Soviet Star, Zilzal, Spinning World ou Theatrical), Sonic Lady est de ces pur-sang que l'on ne dit pas tout à fait purs, puisque sa lignée maternelle ne peut être formellement rattachée aux juments fondatrice de la race. En l'occurrence cette lignée, admise au General Stud Book en 1969, ne remonte pas au-delà d'une jument demi-sang non-identifée née en 1834, ce qui ne l'a pas empêchée de donner de nombreux grands vainqueurs, à l'image d'Attraction par exemple. Stumped, la mère de Sonic Lady, avait elle aussi remporté les Child Stakes, ainsi que les Somerville Tattersalls Stakes, respectivement groupe 3 et Listed-race à l'époque. Elle n'eut qu'un seul autre produit au haras. La troisième mère, Lucasland, fut la meilleure sprinteuse d'Angleterre en 1966, remportant cette année-là la July Cup, les Diadem Stakes et se classant deuxième des Nunthorpe Stakes.

### Pedigree
| Origines de Sonic Lady (USA), jument baie née en 1983 | Origines de Sonic Lady (USA), jument baie née en 1983 | Origines de Sonic Lady (USA), jument baie née en 1983 | Origines de Sonic Lady (USA), jument baie née en 1983 |
| ----------------------------------------------------- | ----------------------------------------------------- | ----------------------------------------------------- | ----------------------------------------------------- |
| Père Nureyev 1977                                     | Northern Dancer 1961                                  | Nearctic                                              | Nearco                                                |
| Père Nureyev 1977                                     | Northern Dancer 1961                                  | Nearctic                                              | Lady Angela                                           |
| Père Nureyev 1977                                     | Northern Dancer 1961                                  | Natalma                                               | Native Dancer                                         |
| Père Nureyev 1977                                     | Northern Dancer 1961                                  | Natalma                                               | Almahmoud                                             |
| Père Nureyev 1977                                     | Special 1969                                          | Forli                                                 | Aristophanes                                          |
| Père Nureyev 1977                                     | Special 1969                                          | Forli                                                 | Trevisa                                               |
| Père Nureyev 1977                                     | Special 1969                                          | Thong                                                 | Nantallah                                             |
| Père Nureyev 1977                                     | Special 1969                                          | Thong                                                 | Rough Shod                                            |
| Mère Stumped 1977                                     | Owen Anthony 1964                                     | Proud Chieftain                                       | Persian Gulf                                          |
| Mère Stumped 1977                                     | Owen Anthony 1964                                     | Proud Chieftain                                       | Bride Elect                                           |
| Mère Stumped 1977                                     | Owen Anthony 1964                                     | Oweninny                                              | Arctic Star                                           |
| Mère Stumped 1977                                     | Owen Anthony 1964                                     | Oweninny                                              | Trial Story                                           |
| Mère Stumped 1977                                     | Luckhurst 1972                                        | Busted                                                | Crepello                                              |
| Mère Stumped 1977                                     | Luckhurst 1972                                        | Busted                                                | Sans Le Sou                                           |
| Mère Stumped 1977                                     | Luckhurst 1972                                        | Lucasland                                             | Lucero                                                |
| Mère Stumped 1977                                     | Luckhurst 1972                                        | Lucasland                                             | Lavant (famille B3)                                   |